# № 11 (галиот, 1797)
№ 11 — галиот Каспийской флотилии Российской империи, находившийся в составе флота с 1797 года.

## Описание галиота
Парусный галиот с деревянным корпусом, один из 12 галиотов типа «Номерной», строившихся на Казанской верфи в 1796—1797 годах.

## История службы
Галиот № 11 был заложен на стапеле Казанского адмиралтейства в 1796 году и после спуска на воду в 1797 году вошёл в состав Каспийской флотилии России.
С 1798 по 1802 год выходил в плавания в Каспийское море.

## Командиры галиота
Командиром галиота № 11 в составе Российского императорского флота в период с 1803 по 1805 год служил мичман Н. А. Певцов (1803—1804 годы);

### Комментарии
1. ↑  Всего в рамках серии было построено 12 галиотов с номерами от 1 до 12[1].
2. ↑  В 1803—1805 годах последовательно командовал военными галиотами №№ 9—12[3].